# Molophilus severus
Molophilus severus är en tvåvingeart som beskrevs av Alexander 1925. Molophilus severus ingår i släktet Molophilus och familjen småharkrankar. Inga underarter finns listade i Catalogue of Life.